# Araneus elongatus
Araneus elongatus är en spindelart som beskrevs av Yin, Wang och Xie 1989. Araneus elongatus ingår i släktet Araneus och familjen hjulspindlar. Inga underarter finns listade i Catalogue of Life.